# Vazsa-Psavela
Vazsa-Psavela (ვაჟა-ფშაველა) (születési neve: Luka Pavlovics Raszikasvili) (Orosz Birodalom, Tifliszi kormányzóság, Csargali, 1861. július 14. – Tbiliszi, 1915. július 27.) grúz költő, író, természetfilozófus, a grúz nemzeti mozgalom alakja.

## Élete
Apja pap volt,és sokat beszélt gyermekeinek Grúzia történelméről. Édesanyjától a környék népköltészetét ismerte meg. Kahetiben, Telavi egyházi iskolájába íratták be szülei. Luka elégedetlen volt a tananyaggal, ezért a sportban, a birkózásban tűnt ki. 1877 és 1879 között Tbilisziben tanult a pedagógiai főiskolán, 1879-től 1882-ig Goriban járt a pedagógiai szemináriumba. Mivel szűkebb hazájában nem volt akkoriban egyetem, vendéghallgatóként jogot kezdett tanulni Szentpéterváron, de anyagiak hiányában két év múlva visszatért hazájába. Magántanárként működött három évig, majd 1887-től Didi Toneti faluban tanított évi 300 rubelért. A hatóságok koholt vádakkal próbálták megfélemlíteni, ezért otthagyta az iskolát. Visszatért szülőfalujába, földet művelt, állatokat tartott, télen verseket, regényeket írt. Epikus művei gyakran játszódnak Hevszuretiben, ahol a régi viselkedésformák, szokások ütköznek az új életformával, társadalmi áttöréssel. Valamennyi művében megnyilatkozik a természet iránti szeretete. Írásait több mint 20 nyelvre fordították le.